# Liga Femenina 2 de baloncesto 2004-05
La Liga Femenina 2 de baloncesto 2004-05 fue la 4.ª temporada de la segunda máxima competición de clubes femeninos de baloncesto en España, organizada por la Federación Española de Baloncesto.

## Formato
- Liga regular: participaron 28 equipos divididos en dos grupos de 14 equipos. En cada grupo jugaron todos contra todos en partidos de ida/vuelta en 26 jornadas.
- Playoffs de ascenso: los cuatro primeros de ambos grupos los disputaron en eliminatorias de cuartos, semifinales y final para determinar los dos equipos que ascenderían a Liga Femenina. Los cuartos y semifinales se disputaron al mejor de tres partidos y la final a partido único. Los ganadores de las semifinales conseguían el  ascenso deportivo a Liga Femenina y el vencedor en la final el título de campeón de la categoría.
- Playoffs de descenso: lo disputaron el 12.º (Gr. A) contra el 13.º (Gr. B) y  el 12.º (Gr. B) contra el 13.º (Gr. A), al mejor de tres partidos. Descenderían a Primera División Femenina los dos perdedores, así como los últimos clasificados de cada grupo (14.º) al final de la liga regular.

## Equipos por comunidad autónoma

### Grupo A
| Comunidad autónoma  | N.º | Equipos |
| ------------------- | --- | --- |
| Andalucía           | 1   | CD Universidad de Córdoba (Córdoba) |
| Asturias            | 1   | E.Santos-ADBA (Avilés) |
| Canarias            | 1   | Isla de Tenerife (Santa Cruz de Tenerife) |
| Castilla y León     | 1   | Universidad de Burgos (Burgos) |
| Castilla-La Mancha  | 1   | Alvargómez (Guadalajara) |
| Comunidad de Madrid | 3   | Rivas Futura (Rivas-Vaciamadrid) Majadahonda CB (Majadahonda) Canal de Isabel II (Coslada)                                                     |
| Extremadura         | 2   | CB Femenino Cáceres (Cáceres) Baloncesto Armijo Badajoz (Badajoz)                                                                              |
| Galicia             | 4   | Vidrogal - Alumisan Pio XII (Santiago de Compostela) CB Arxil Comervia (Pontevedra) Pabellón Ourense (Orense) Universitario de Ferrol (Ferrol) |

### Grupo B
| Comunidad autónoma   | N.º | Equipos |
| -------------------- | --- | --- |
| Aragón               | 1   | AD Stadium Casablanca (Zaragoza) |
| Cataluña             | 7   | Segle XXI (Barcelona) SR Lima-Horta (Barcelona) BF Viladecans Estrusal (Viladecans) Dohindeu - Tàrrega (Tárrega) Set 96 - CB Olesa (Olesa de Montserrat) UE Mataró (Mataró) Cadi la Seu (Seo de Urgel) |
| Comunidad Valenciana | 1   | Akra Leuka-Univ. Alicante (Alicante) |
| Islas Baleares       | 2   | Nacex Jovent (Palma) Joventut Mariana Olis Sóller (Sóller) |
| Navarra              | 1   | Universidad Pública de Navarra (Pamplona) |
| País Vasco           | 2   | Irlandesas UPV (Lejona) Tabirako Baqué (Durango) |

## Liga Regular

### Grupo A
| | Equipo                      | Puntos | J  | G  | P  | PF   | PC   | DP   |
| --- | --------------------------- | ------ | -- | -- | -- | ---- | ---- | ---- |
| 1 | Rivas Futura                | 51     | 26 | 25 | 1  | 2183 | 1571 | 612  |
| 2 | Universitario de Ferrol     | 50     | 26 | 24 | 2  | 2020 | 1626 | 394  |
| 3 | CD Universidad de Córdoba   | 40     | 26 | 14 | 12 | 1865 | 1804 | 61   |
| 4 | Alvargómez                  | 40     | 26 | 14 | 12 | 1619 | 1659 | -40  |
| 5 | Baloncesto Armijo Badajoz   | 39     | 26 | 13 | 13 | 1701 | 1661 | 40   |
| 6 | CB Arxil Comervia           | 38     | 26 | 12 | 14 | 1617 | 1703 | -86  |
| 7 | CB Femenino Cáceres         | 38     | 26 | 12 | 14 | 1625 | 1674 | -49  |
| 8 | E.Santos-ADBA               | 38     | 26 | 12 | 14 | 1767 | 1803 | -36  |
| 9 | Pabellón Ourense            | 37     | 26 | 11 | 15 | 1562 | 1654 | -92  |
| 10 | Vidrogal - Alumisan Pio XII | 36     | 26 | 10 | 16 | 1586 | 1764 | -178 |
| 11 | Majadahonda CB              | 36     | 26 | 10 | 16 | 1553 | 1641 | -88  |
| 12 | Universidad de Burgos       | 35     | 26 | 9  | 17 | 1432 | 1526 | -94  |
| 13 | Isla de Tenerife            | 35     | 26 | 9  | 17 | 1636 | 1786 | -150 |
| 14 | Canal de Isabel II          | 33     | 26 | 7  | 19 | 1503 | 1797 | -294 |
| Fuente: Federación Española de Baloncesto: Clasificación de la Liga Femenina 2 - Grupo A; actualización automática |                             |        |    |    |    |      |      |      |

### Grupo B
| | Equipo                         | Puntos | J  | G  | P  | PF   | PC   | DP   |
| --- | ------------------------------ | ------ | -- | -- | -- | ---- | ---- | ---- |
| 1 | Joventut Mariana Olis Sóller   | 47     | 26 | 21 | 5  | 1984 | 1645 | 339  |
| 2 | Cadi la Seu                    | 46     | 26 | 20 | 6  | 1903 | 1608 | 295  |
| 3 | BF Viladecans Estrusal         | 46     | 26 | 20 | 6  | 1869 | 1641 | 228  |
| 4 | Nacex Jovent                   | 45     | 26 | 19 | 7  | 1929 | 1751 | 178  |
| 5 | Set 96 - CB Olesa              | 42     | 26 | 16 | 10 | 1775 | 1614 | 161  |
| 6 | UE Mataró                      | 39     | 26 | 13 | 13 | 1636 | 1716 | -80  |
| 7 | AD Stadium Casablanca          | 39     | 26 | 13 | 13 | 1716 | 1770 | -54  |
| 8 | Segle XXI                      | 39     | 26 | 13 | 13 | 1597 | 1577 | 20   |
| 9 | SR Lima-Horta                  | 38     | 26 | 12 | 14 | 1635 | 1695 | -60  |
| 10 | Akra Leuka-Univ. Alicante      | 35     | 26 | 9  | 17 | 1617 | 1776 | -159 |
| 11 | Irlandesas UPV                 | 34     | 26 | 8  | 18 | 1512 | 1651 | -139 |
| 12 | Dohindeu - Tàrrega             | 34     | 26 | 8  | 18 | 1571 | 1747 | -176 |
| 13 | Tabirako Baqué                 | 32     | 26 | 6  | 20 | 1541 | 1765 | -224 |
| 14 | Universidad Pública de Navarra | 30     | 26 | 4  | 22 | 1594 | 1923 | -329 |
| Fuente: Federación Española de Baloncesto: Clasificación de la Liga Femenina 2 - Grupo B; actualización automática |                                |        |    |    |    |      |      |      |

## Playoffs de ascenso
|  | Cuartos | Cuartos                      | Cuartos                      | Cuartos                      | Cuartos |    |                         | Semifinales             | Semifinales | Semifinales | Semifinales | Semifinales |  |             | Final       | Final | Final |  |
|  |         |                              |                              |                              |         |    |                         |                         |             |             |             |             |  |             |             |       |       |  |
|  |         |                              |                              |                              |         |    |                         |                         |             |             |             |             |  |             |             |       |       |  |
|  | 1A      | Rivas Futura                 | 101                          | 78                           | –       |    |                         |                         |             |             |             |             |  |             |             |       |       |  |
|  | 1A      | Rivas Futura                 | 101                          | 78                           | –       |    |                         |                         |             |             |             |             |  |             |             |       |       |  |
|  | 4B      | Nacex Jovent                 | 59                           | 67                           | –       |    |                         |                         |             |             |             |             |  |             |             |       |       |  |
|  | 4B      | Nacex Jovent                 | 59                           | 67                           | –       |    | Rivas Futura            | Rivas Futura            | 69          | 71          | –           |             |  |             |             |       |       |  |
|  |         |                              |                              |                              |         |    | Rivas Futura            | Rivas Futura            | 69          | 71          | –           |             |  |             |             |       |       |  |
|  |         |                              | Cadi la Seu                  | Cadi la Seu                  | 75      | 77 | –                       |                         |             |             |             |             |  |             |             |       |       |  |
|  | 2B      | Cadi la Seu                  | Cadi la Seu                  | Cadi la Seu                  | 75      | 77 | –                       | 96                      | 80          | –           |             |             |  |             |             |       |       |  |
|  | 2B      | Cadi la Seu                  |                              |                              |         |    |                         |                         |             | –           |             |             |  |             |             |       |       |  |
|  | 3A      | CD Universidad de Córdoba    | 91                           | 62                           | –       |    |                         |                         |             |             |             |             |  |             |             |       |       |  |
|  | 3A      | CD Universidad de Córdoba    | 91                           | 62                           | –       |    |                         |                         |             |             |             |             |  | Cadi la Seu | Cadi la Seu | 60    |       |  |
|  |         |                              |                              |                              |         |    |                         |                         |             |             |             |             |  | Cadi la Seu | Cadi la Seu | 60    |       |  |
|  |         |                              | Universitario de Ferrol      | Universitario de Ferrol      | 61      |    |                         |                         |             |             |             |             |  |             |             |       |       |  |
|  | 2A      | Universitario de Ferrol      | Universitario de Ferrol      | Universitario de Ferrol      | 61      | 79 | 79                      | 91                      |             |             |             |             |  |             |             |       |       |  |
|  | 2A      | Universitario de Ferrol      |                              |                              |         |    |                         |                         |             |             |             |             |  |             |             |       |       |  |
|  | 3B      | BF Viladecans Estrusal       | 80                           | 60                           | 84      |    |                         |                         |             |             |             |             |  |             |             |       |       |  |
|  | 3B      | BF Viladecans Estrusal       | 80                           | 60                           | 84      |    | Universitario de Ferrol | Universitario de Ferrol | 64          | 95          | 69          |             |  |             |             |       |       |  |
|  |         |                              |                              |                              |         |    | Universitario de Ferrol | Universitario de Ferrol | 64          | 95          | 69          |             |  |             |             |       |       |  |
|  |         |                              | Joventut Mariana Olis Sóller | Joventut Mariana Olis Sóller | 78      | 78 | 67                      |                         |             |             |             |             |  |             |             |       |       |  |
|  | 1B      | Joventut Mariana Olis Sóller | Joventut Mariana Olis Sóller | Joventut Mariana Olis Sóller | 78      | 78 | 67                      | 78                      | 61          | 78          |             |             |  |             |             |       |       |  |
|  | 1B      | Joventut Mariana Olis Sóller |                              |                              |         |    |                         |                         |             | 78          |             |             |  |             |             |       |       |  |
|  | 4A      | Alvargómez                   | 47                           | 70                           | 62      |    |                         |                         |             |             |             |             |  |             |             |       |       |  |
|  | 4A      | Alvargómez                   | 47                           | 70                           | 62      |    |                         |                         |             |             |             |             |  |             |             |       |       |  |
|  |         |                              |                              |                              |         |    |                         |                         |             |             |             |             |  |             |             |       |       |  |

## Playoffs de descenso
|  | Semifinales | Semifinales           | Semifinales        | Semifinales        | Semifinales |    |                       | Descensos             | Descensos | Descensos |  |
|  |             |                       |                    |                    |             |    |                       |                       |           |           |  |
|  |             |                       |                    |                    |             |    |                       |                       |           |           |  |
|  | 12A         | Universidad de Burgos | 56                 | 63                 | 52          |    |                       |                       |           |           |  |
|  | 12A         | Universidad de Burgos | 56                 | 63                 | 52          |    |                       |                       |           |           |  |
|  | 13B         | Tabirako Baqué        | 59                 | 48                 | 57          |    |                       |                       |           |           |  |
|  | 13B         | Tabirako Baqué        | 59                 | 48                 | 57          |    | Universidad de Burgos | Universidad de Burgos | 1-2       |           |  |
|  |             |                       |                    |                    |             |    | Universidad de Burgos | Universidad de Burgos | 1-2       |           |  |
|  |             |                       | Dohindeu - Tàrrega | Dohindeu - Tàrrega | 0-2         |    |                       |                       |           |           |  |
|  | 12B         | Dohindeu - Tàrrega    | Dohindeu - Tàrrega | Dohindeu - Tàrrega | 0-2         | 70 | 78                    | –                     |           |           |  |
|  | 12B         | Dohindeu - Tàrrega    |                    |                    |             | 70 | 78                    | –                     |           |           |  |
|  | 13A         | Isla de Tenerife      | 82                 | 68                 | –           |    |                       |                       |           |           |  |
|  | 13A         | Isla de Tenerife      | 82                 | 68                 | –           |    |                       |                       |           |           |  |
|  |             |                       |                    |                    |             |    |                       |                       |           |           |  |

## Postemporada
Ascendieron a Liga Femenina:
- Universitario de Ferrol (Campeonas).
- Cadi la Seu (Subcampeonas).

Descendieron de Liga Femenina:
- Thebas Real Canoe NC.
- Extrugasa.

Descendieron a Primera División Fem:
- Universidad Pública de Navarra.
- Canal de Isabel II.
- Dohindeu - Tàrrega.
- Universidad de Burgos.

Ascendieron desde Primera División Fem:
- Caja Rural Verona Norte.[1]
- CB Valls - Chrysalis.[2]
- CB Vinaròs Augimar.
- Universidad Málaga.[2]

La Liga Femenina 2 continuaría con 28 equipos en la siguiente temporada.